# José Manuel Catalá Mazuecos
José Manuel Catalá Mazuecos o simpement José Català (nascut a La Vila Joiosa, Marina Baixa, l'1 de gener del 1985) és un futbolista professional valencià que juga com a defensa a les files del Gerena.

## Carrera esportiva
Debutà amb el Vila-real CF en la tercera jornada de la Lliga 2010/2011 contra el Llevant, entrà al camp substituint a Giuseppe Rossi al minut 40 de la segona part.
Marcà el seu primer gol a primera divisió en la dissetena jornada de Lliga de la temporada 2010/11. Començà el partit com a titular contra la UD Almería i marcà el gol de cap, en la sortida d'una falta al minut 21 de la primera part. Va començar la temporada com a suplent de Joan Capdevila i Méndez, finalment, però, es va acabar consolidant com a lateral dret titular.
L'agost del 2012 es va fer oficial el seu traspàs al Reial Múrcia CF després de la rescissió de contracte amb l'equip groguet, firmà per tres anys amb els murcians.
Després d'una temporada al Real Murcia, i amb la carta de llibertat sota el braç, l'estiu del 2013 va fitxar per l'Apollon Limassol.
L'estiu del 2015 va tornar a Espanya al Racing de Ferrol.